# Guido Karcher

Admiral Guido Karcher

Guido Philipp Kilian Karcher (* 8. Juli 1844 in Saarbrücken; † 27. Dezember 1905 in Wiesbaden) war ein deutscher Marineoffizier, zuletzt Admiral.

## Leben

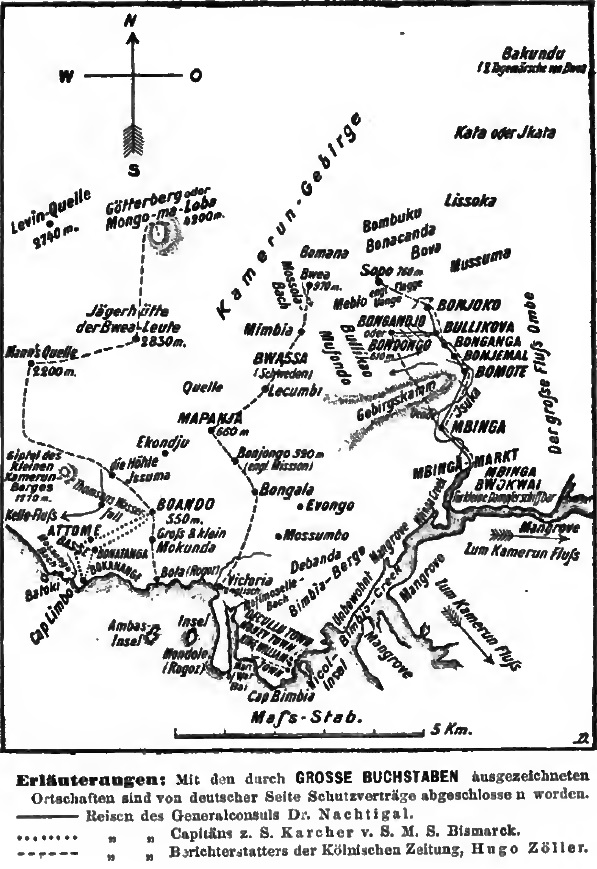
Karte des Kamerun-Gebirges mit einer Reiseroute Karchers

Guido Karcher war der älteste Sohn des Saarbrücker Landgerichtspräsidenten Philipp Gustav Karcher und der Ernestine Melinka Böcking.
Karcher trat 1859 in die Preußische Marine ein und wurde 1861 Kadett. Von 1862 bis 1864 unternahm er eine Ostasienreise auf der Gazelle und wurde 1865 Unterleutnant zur See. 1869 wurde Karcher mit der Korvette Elisabeth zur Eröffnung des Sueskanals entsandt. Von 1873 bis 1875 war er I. Offizier des Schulschiffs Arcona. 1876 wurde er zum Korvettenkapitän befördert und zur Admiralität kommandiert. Zwischen 1881 und 1883 kommandierte er die Korvette Carola während einer Kreuzfahrt in der Südsee. Dabei leitete er eine Strafexpedition auf der Insel Luf, die das Inseldorf zerstörte und die Lebensgrundlage seiner Bewohner vernichtete. Hierauf wurde er zum Kapitän zur See befördert und kam erneut ein Jahr zur Admiralität. 1884 erhielt er das Kommando über die Kreuzerfregatte Bismarck und beteiligte sich an den Kämpfen in Kamerun als Kommandeur der Landungstruppen des Geschwaders. 1885 bis 1888 wurde er Oberwerftdirektor der Kaiserlichen Werft in Wilhelmshaven und war anschließend, nachdem er zum Konteradmiral befördert worden war, bis zum Januar 1892 Chef des Stabes der Admiralität. Danach führte er das Kommando über die 2. Division der Manöverflotte. 1893 wurde er zum Direktor des Allgemeinen Marinedepartements im Reichsmarineamt ernannt und wurde gleichzeitig stellvertretender Bevollmächtigter im Bundesrat.
1895 wurde Karcher zum Vizeadmiral und 1896 zum Chef der Marinestation der Nordsee ernannt. Nachdem Karcher am 26. Juni 1899 zum Admiral befördert worden war, wurde er am 18. September 1899 zur Disposition gestellt.
Er war Träger der Brillanten zum Roten Adler-Orden I. Klasse. Aus der 1879 geschlossenen Ehe von Guido Karcher mit Carolina Julia Schmidtborn sind keine Kinder bekannt.